# Sonora (film)
Pour les articles homonymes, voir Sonora (homonymie).
Pour plus de détails, voir Fiche technique et Distribution.
Sonora (Sartana non perdona) est un western spaghetti hispano-italien sorti en 1968, réalisé par Alfonso Balcázar.

## Synopsis
Sartana, un pistolero, et Kirchner, un chasseur de primes, se mettent sur les traces de Slim. Ce bandit a violé et tué la fiancée de Sartana. Tous deux rencontrent les hommes de Slim.

## Fiche technique
- Titre original espagnol : Sonora[2]
- Titre original italien : Sartana non perdona[3]
- Genre : Western spaghetti
- Réalisation : Alfonso Balcázar
- Scénario : Giovanni Simonelli, sur un sujet de Jaime Jesús Balcázar
- Musique : Francesco De Masi
- Production : Alfonso Balcázar
- Maisons de production Producciones Cinematográficas Balcázar, Fida Cinematografica
- Photographie : Jaime Deu Casas
- Format d'image : 1.85:1
- Montage : Teresa Alcocer
- Durée : 92 minutes
- Décors : Juan Alberto Soler
- Costumes : Berenice Sparano
- Maquillage : Francisco Manteca
- Pays de production :  Espagne,  Italie
- Année de sortie : 1968
- Langues originales : espagnol, italien

## Distribution
- Gilbert Roland : Kirchner
- George Martin : Sartana, "el callado"
- Jack Elam : Slim Kovacs
- Tony Norton : José
- Gérard Tichy : Joe Sullivan
- Donatella Turri : la femme de José
- Rosalba Neri : une passagère dans le saloon
- Tomás Torres : Rayes
- Miguel de la Riva : un bandit
- Gustavo Re : le croque-mort